# Domitianus odeon

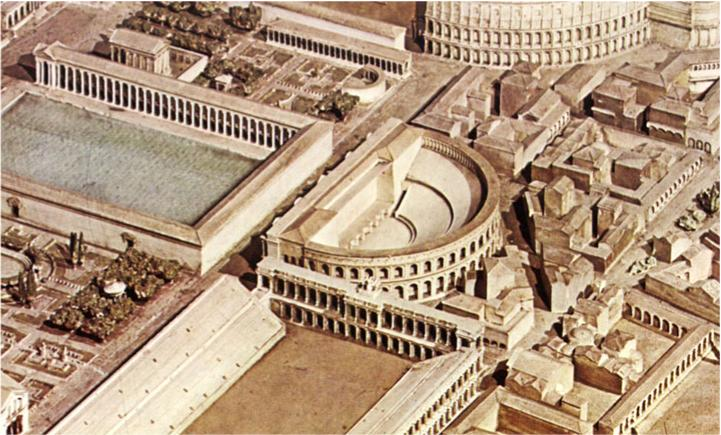
Domitianus odeon på den skalenliga modellen av kejsartidens Rom. (Museo della civiltà romana i EUR.

Domitianus odeon var en teater i Rom i fyra våningar med plats för 10 600 åskådare, där det hölls poesiläsningar och musikkonserter. Den uppfördes av kejsar Domitianus mellan år 92 och 96, ungefär på platsen för dagens Palazzo Massimo alle Colonne, samtidigt med Domitianus stadion. Palatsets fasad vid Corso Vittorio Emanuele II följer den antika byggnadens kurvlinjiga cavea, det vill säga åskådarläktare. Teatern övergavs under medeltiden och förstördes under Roms skövling år 1527.

## Bilder
| - Fasaden till Palazzo Massimo alle Colonne. - Den enda kvarvarande kolonnen vid Palazzo Massimo alle Colonne. |